# ريتشارد بيجز
ريتشارد بيجز (بالإنجليزية: Richard Biggs)‏ (و. 1960 – 2004 م) هو كاتب سيناريو، ومنتج أفلام، وممثل تلفزي، وممثل أفلام أمريكي، ولد في كولومبوس، أوهايو، توفي في لوس أنجلوس، عن عمر يناهز 44 عاماً، بسبب تسلخ الأبهر.

## التعليم
تعلم في جامعة كاليفورنيا الجنوبية، وكلية الفنون الدرامية في جامعة جنوب كاليفورنيا ‏.

## وصلات خارجية
- ريتشارد بيجز على موقع IMDb (الإنجليزية)
- ريتشارد بيجز على موقع ألو سيني (الفرنسية)
- ريتشارد بيجز على موقع ميوزك برينز (الإنجليزية)
- ريتشارد بيجز على موقع أول موفي (الإنجليزية)
- ريتشارد بيجز على موقع إن إن دي بي (الإنجليزية)
- ريتشارد بيجز على موقع قاعدة بيانات الفيلم (الإنجليزية)
- ريتشارد بيجز على موقع كينوبويسك (الروسية)